# Фадж, Марша
Марша Луиза Фадж (англ. Marcia Louise Fudge; род. 29 октября 1952, Кливленд) — американский политик, член Демократической партии, член Палаты представителей США (2008—2021). Министр жилищного строительства и городского развития США (2021—2024).

## Биография

### Ранние годы
Получила в Университете штата Огайо степень бакалавра наук по бизнесу, а в 1983 году — степень доктора права в Юридическом колледже Кливленд-Маршалл при Университете штата в Кливленде.

### Профессиональная карьера и приход в политику
Работала в офисе прокурора округа Кайахога, занимаясь финансовыми вопросами. Также являлась аудитором департамента налогов на недвижимость, периодически исполняла обязанности судьи.
С 1996 по 2000 год возглавляла одно из старейших афроамериканских студенческих сестричеств — Дельта Сигма Фита в Говардском университете. С 2000 по 2008 год являлась первой женщиной и первым афроамериканским политиком в должности мэра города Уорренсвилл Хейтс в Огайо.

### Деятельность в Палате представителей США
С 2008 года представляет в Палате представителей 11-й избирательный округ Огайо. Некоторое время возглавляла Чёрный кокус, состояла в нескольких комитетах Палаты, включая Административный, а также в Комитете по сельскому хозяйству, по вопросам образования и по трудовым вопросам. Возглавляла подкомитет Административного комитета по выборам. В 2018 году руководство Демократической партии изучало возможность кадровых перестановок в высшем эшелоне и в частности существовала поддержка идее выдвижения кандидатуры Фадж на пост лидера большинства в Палате, но в итоге она сама поддержала переизбрание Нэнси Пелоси.

### В должности министра жилищного строительства
В декабре 2020 года в прессе появились сообщения со ссылкой на источники в переходной команде избранного президента Джо Байдена о возможном выдвижении Фадж на пост министра жилищного строительства и городского развития (после назначения она стала второй афроамериканкой в этой должности после Патриции Харрис в кабинете Джимми Картера).
10 марта 2021 года Сенат утвердил Фадж в должности большинством в 66 голосов против 34, в тот же день она сдала свой парламентский мандат, и вице-президент Камала Харрис привела её к присяге удалённо на виртуальной церемонии ввиду эпидемии COVID-19.
В ходе сенатских слушаний Фадж заявляла, что в период кризиса, вызванного коронавирусной эпидемией, американцам требуется больше помощи, чем введённый Конгрессом мораторий на выселения и 25 миллиардов долларов, выделенные на содействие жильцам в оплате аренды. Она также обязалась претворить в жизнь объявленную президентом Байденом программу строительства 1,5 млн энергоэффективных и доступных жилищ в рамках решения проблемы бездомности.
11 марта 2024 года объявила об отставке с 22 марта.